# .ro
.ro je internetová národní doména nejvyššího řádu pro Rumunsko.
Webové stránky http://www.nic.ro/ nejsou oficiálními stránkami registrátora, ale firmy Internet Service Romania S.A., která nakoupila doménová jména .co.ro, .ne.ro, .or.ro, .sa.ro a .srl.ro a nyní prodává jména pod těmito subdoménami.